# Alexandersarkophag

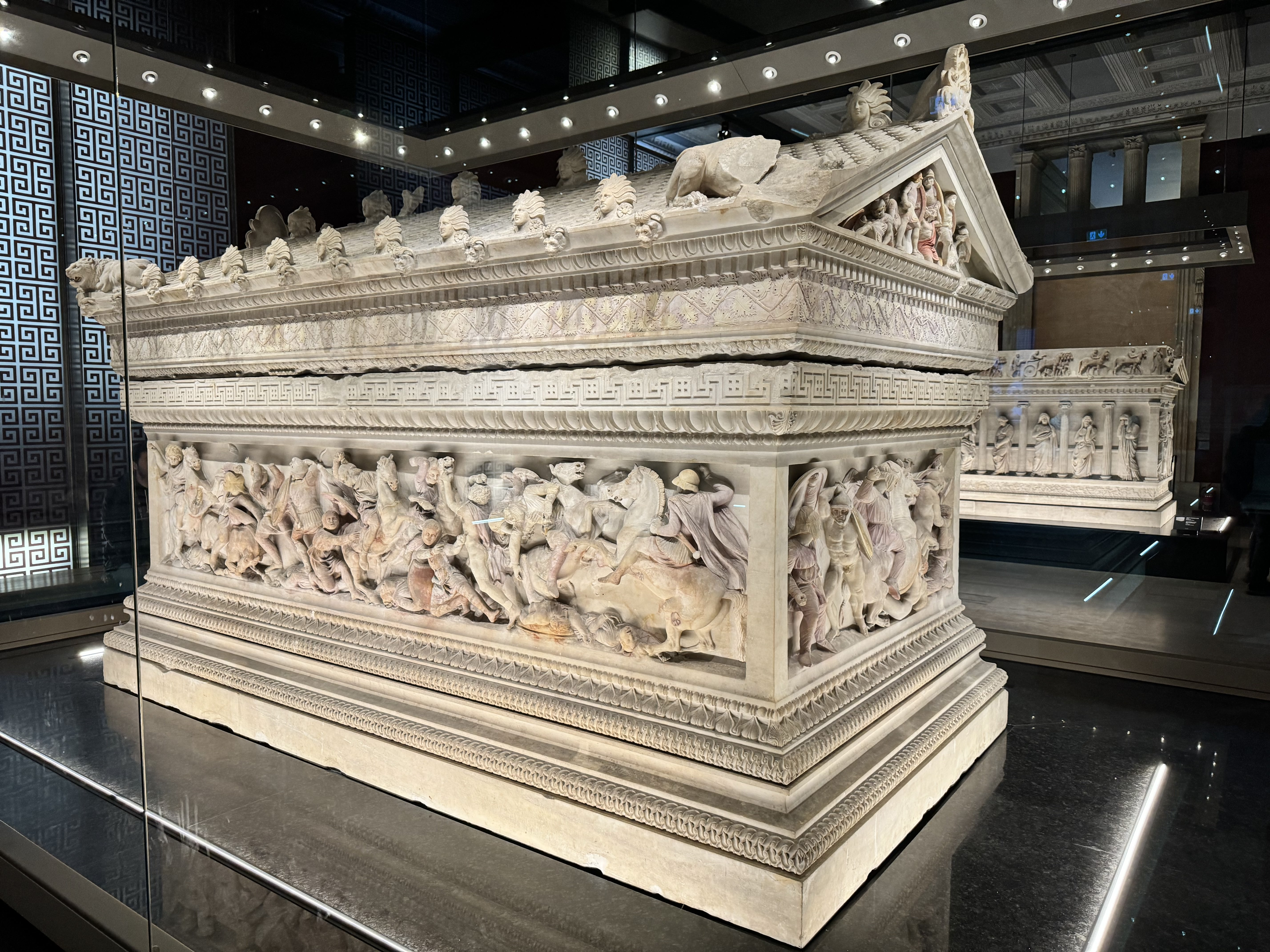
Alexandersarkophag

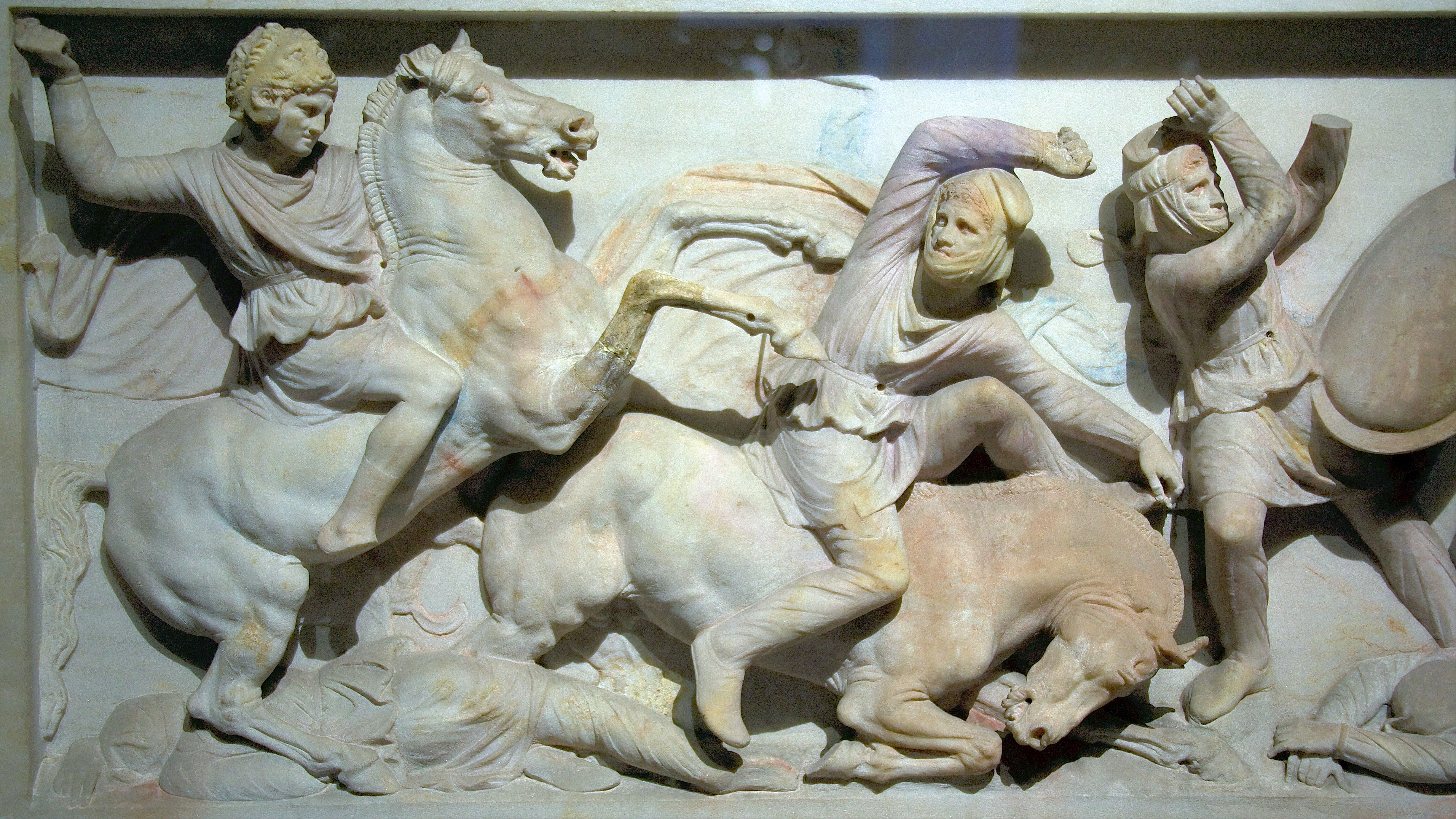
Abbildung Alexander des Großen in der Schlacht bei Issos (333 v. Chr.)

Alexandersarkophag ist eine moderne Bezeichnung für einen um 325 v. Chr. gefertigten, gut erhaltenen, prächtigen Marmorsarkophag. Er wurde 1887 vom türkischen Archäologen Osman Hamdi Bey in der größten und jüngsten der sieben Grabkammern der Königsnekropole von Sidon im Libanon gefunden und vom Bildhauer Osgan Efendi restauriert. Heute befindet er sich im Archäologischen Museum von Istanbul. Seinen Namen erhielt er, weil ein auf einem seiner Reliefbilder dargestellter berittener Krieger mit Löwenhelm, der an einer Schlacht gegen die Perser (wohl die Schlacht bei Issos) teilnimmt, meistens mit Alexander dem Großen identifiziert wird.
Der Sarkophag, der vielleicht im Auftrag des von Alexander zum König von Sidon eingesetzten Abdalonymos entstand, wurde in einer attischen Werkstatt gefertigt, möglicherweise der des Praxiteles.
An allen vier Seiten und in den Giebelfeldern (Tympanon) ist der Sarkophag mit Reliefbildern geschmückt. Sie zeigen auf einer Längsseite die erwähnte Schlacht zwischen Makedonen und Persern und auf der gegenüberliegenden Längsseite eine von Makedonen und mit diesen nun versöhnten Persern gemeinsam durchgeführte Löwen- und Hirschjagd. Das Verhältnis zwischen geschichtlicher Authentizität der abgebildeten Szenen und allgemeiner Herrscherdarstellung ist umstritten.
Die Polychromie, die in Spuren bis heute erhalten blieb, ist markant für diesen Sarkophag. Zum Fundzeitpunkt war sie aufgrund der geschützten Umstände in der Grabkammer noch fast vollständig erhalten, seitdem verblassen die Farben zusehends. 1912 wurden die Reliefs auf Farbaquarellen dokumentiert.
Das Grab wurde schon im Altertum durch Grabräuber gestört. Aufschluss darüber gibt eine vermutlich durch die Grabräuber verlorene Münze, die am Kammerboden gefunden wurde. Sie stammt aus dem 3. Jahrhundert v. Chr. Die Grabräuber beschädigten den Sarkophag an einigen Stellen. Außerdem entfernten sie offenbar auch kleine, aus Silber gearbeitete Waffen, die die Figuren in den Händen hielten. Es wurde eine kleine silberne Axt gefunden, die sich in den Gesamtkontext des Relieffrieses nicht mehr einordnen lässt. Gut zu erkennen ist allerdings, dass die Figuren offenbar Waffen in den Händen hielten, die heute fehlen.